# Свирс, Николай Карпович
Николай Карпович Свирс (9 января 1904, Гайворон, Подольская губерния — 23 июня 1959, Одесса) — советский военный деятель, генерал-майор (22 февраля 1944 года).

## Начальная биография
Николай Карпович Свирс родился 9 января 1904 года в селе Гайворон, ныне городе Голованевского района Кировоградской области Украины.

## Военная служба

### Гражданская война
В мае 1920 года призван в ряды РККА и назначен военным цензором в составе 24-й стрелковой дивизии, после чего принимал участие в боевых действиях на Западном фронте в ходе Советско-польской войны, а в конце того же года — против войск под командованием С. В. Петлюра и С. Н. Булак-Балаховича.
В октябре 1921 года уволен в запас.

### Межвоенное время
В сентябре 1923 года Н. К. Свирс повторно призван в ряды РККА и направлен на учёбу на 9-е Сумские пехотные курсы, после окончания которых в марте 1924 года назначен командиром отделения в составе 45-го стрелкового полка (15-я стрелковая дивизия, Украинский военный округ).
В сентябре 1924 года направлен на учёбу в Объединённую военную школу имени ВЦИК в Москве, после окончания которой в сентябре 1926 года направлен в 39-й стрелковый полк (13-я стрелковая дивизия, Северо-Кавказский военный округ), дислоцированный в станице Морозовская, в составе которого служил на должностях командира стрелкового и пулемётного взводов, взвода полковой школы и стрелковой роты.
В феврале 1932 года направлен на учёбу на курсы «Выстрел», после окончания которых в апреле того же года направлен в ОКДВА, где назначен начальником полковой школы Пантелеймоновского колхозного полка, в апреле 1933 года — командиром батальона в Александровском колхозном полку, а с октября 1934 года служил в 4-м колхозном стрелковом полку (2-я колхозная стрелковая дивизия) на должностях командира и комиссара стрелкового батальона, командира учебного батальона.
В январе 1937 года Н. К. Свирс назначен на должность начальника штаба 341-го стрелкового полка в составе 66-й стрелковой дивизии, в мае 1939 года — на должность помощника начальника штаба 66-й стрелковой дивизии (с июля 1940 года в составе 1-й Краснознамённой армии Дальневосточного фронта), в январе 1941 года — на должность начальника 1-го отделения отдела боевой подготовки 1-й Краснознамённой армии, а в марте того же года — на должность начальника боевой подготовки 25-й армии.

### Великая Отечественная война
С началом войны находился на прежней должности.
В декабре 1941 года подполковник Н. К. Свирс назначен на должность коменданта 102-го Усть-Сунгарийского укреплённого района (15-я армия). 8 декабря 1942 года переведён на должность командира 22-й стрелковой дивизии (1-я Краснознамённая армия, Дальневосточный фронт), занимавшейся боевой подготовкой на Дальнем Востоке.
22-я стрелковая дивизия под командованием генерал-майора Н. К. Свирса в августе 1945 года во время советско-японской войны принимала участие в Манчжурской и Харбино-Гиринской наступательных операциях, в ходе которых вела боевые действия за Муданьцзян и Харбин.

### Послевоенная карьера
После окончания войны находился на прежней должности.
В феврале 1946 года назначен заместителем командира 137-го стрелкового корпуса (Дальневосточный военный округ).
В апреле 1947 года генерал-майор Н. К. Свирс направлен на учёбу на Высшие академические курсы при Высшей военной академии имени К. Е. Ворошилова, после окончания которых в апреле 1948 года направлен в Закавказский военный округ, где назначен на должность заместителя командира 39-го воздушно-десантного корпуса, а в ноябре 1955 года — на должность заместителя командира 19-го стрелкового корпуса.
Генерал-майор Николай Карпович Свирс 18 октября 1958 года вышел в запас по болезни. Умер 23 июня 1959 года в Одессе. Похоронен на Втором Христианском кладбище.

## Награды
- Орден Ленина (06.05.1946);
- Три ордена Красного Знамени (03.11.1944, 15.07.1945, 19.11.1951);
- Орден Красной Звезды (16.08.1936);
- Медали.